# Ciasne Skałki

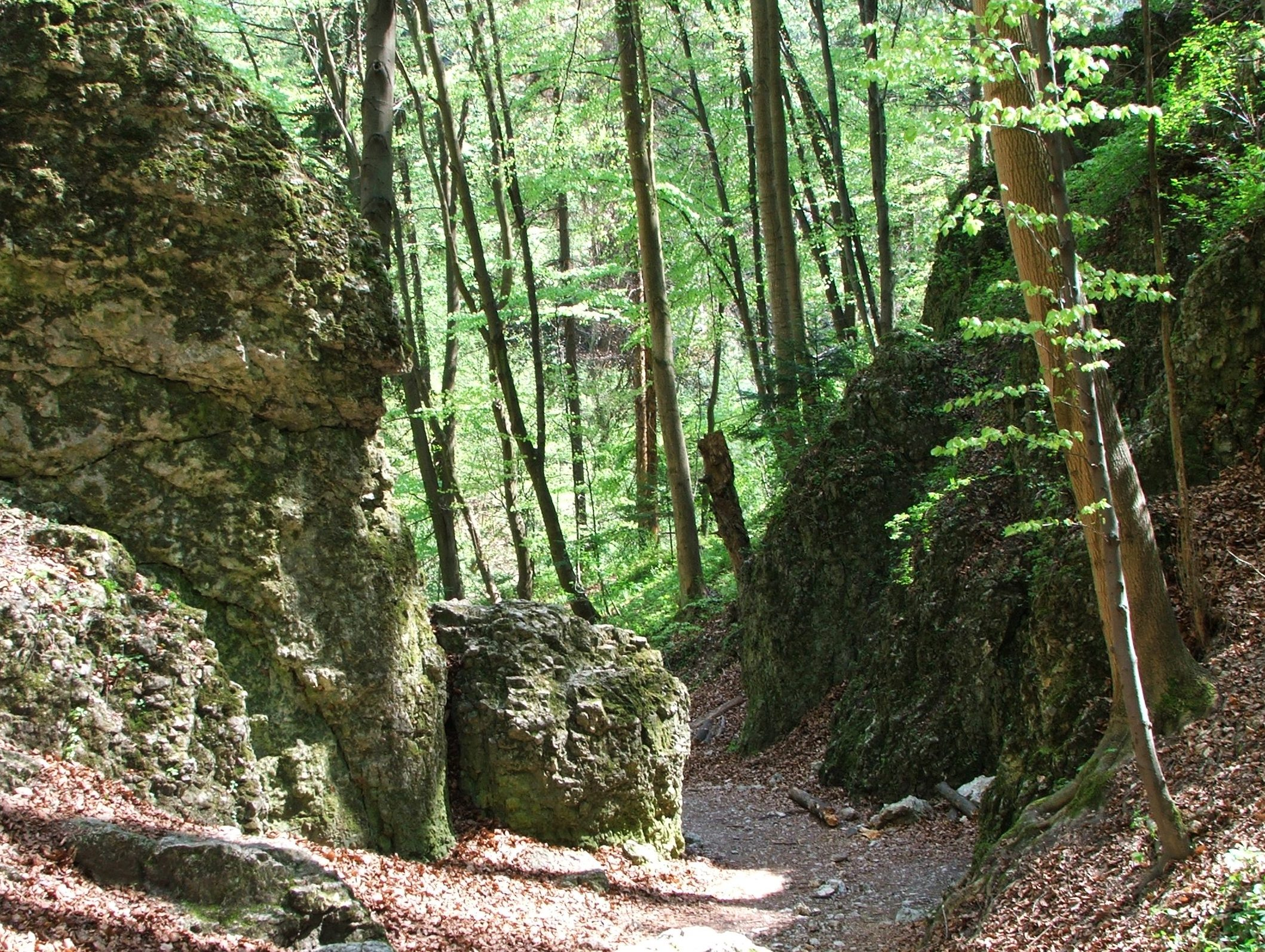
Wąwóz Ciasne Skałki

Ciasne Skałki – suchy wąwóz znajdujący się na terenie Ojcowskiego Parku Narodowego. Wcina się pomiędzy Górę Rusztową i Górę Chełmową. Wylot, wspólny z wąwozem Skałbania, zwany Wąwozem za Krakowską Bramą, uchodzi do Doliny Prądnika. Zamknięty jest bardzo charakterystyczną bramą skalną – Bramą Krakowską.
Ma przekrój w kształcie litery „V” i jest silnie zerodowany przez wodę. Na dnie zalegają liczne okruchy skalne, występują progi, kotły eworsyjne, rynny. Na ścianach można dostrzec silną erozję krasową w postaci kanalików i ospy krasowej. Wąwóz jest ciemny i wilgotny, dlatego występują w nim licznie rośliny cieniolubne – mchy, wątrobowce, paprocie (zanokcica skalna). Porasta go grąd i naturalna buczyna karpacka z domieszką jawora.
Wąwóz opada stromo (różnica wysokości 90 m). Zamykająca go brama powoduje gromadzenie się w nim zimnego powietrza z górnej części wąwozu. Prowadzi to do częstego występowania inwersji temperatury.

## Szlaki turystyki pieszej
niebieski Szlak Warowni Jurajskich, odcinek od Bramy Krakowskiej przez Ciasne Skałki do rozdroża przy Jaskini Łokietka.